# Mihály Rusovszky
Mihály Rusovszky (* 21. September 1894 in Budapest, Königreich Ungarn; † Juli 1979) war ein ungarischer Radrennfahrer und nationaler Meister im Radsport.

## Sportliche Laufbahn
Rusovszky war im Straßenradsport und im Bahnradsport aktiv. Er war Teilnehmer der Olympischen Sommerspiele 1924 in Paris. Im olympischen Straßenrennen belegte er den 51. Rang. 1911 begann er mit dem Radsport. 1919 siegte er in der nationalen Meisterschaft im Straßenrennen über 100 Kilometer vor László Dankó. 1925 wurde er Vizemeister hinter Ferenc Rörich. 1923 gewann Rusovszky die Bergmeisterschaft in Ungarn und nahm an den Straßenradsport-Weltmeisterschaften in Zürich teil. 1925 gewann er eine Etappe in der Ungarn-Rundfahrt, die er auf dem 11. Platz beendete. Auf der Bahn gewann er 1919 den Titel im Punktefahren über 10 Kilometer. Er startete für die Vereine Világosság KK und MTK Budapest.

## Berufliches
Nach Beendigung seiner aktiven Karriere eröffnete Rusovszky eine Fahrradwerkstatt.